# Daniel Andrada Jiménez
Daniel Andrada Jiménez (Madrid, 15 de juliol de 1975) és un escalador professional espanyol. Va guanyar una medalla d'or en el Campionat del Món d'Escalada de 1997 en la prova de velocitat. És conegut pels seus èxits en vies de novè grau. També ha equipat diversos centenars de rutes en tots els nivells de dificultat, incloses algunes de famoses com Fuck the system (9a) a Santa Linya.

## Trajectòria
Daniel Andrada, més conegut com a Dani Andrada, va començar a escalar el 1988 en una paret a prop de casa seva. Els dos primers anys els passà escalant amb calçat corrent esportiu fins que els seus amics li regalaren uns peus de gat. El primer dia a la paret aconseguí un recorregut puntuat de 7a i, en un any, arribà al vuitè grau. Des dels 17 anys es va dedicar completament a l'escalada treballant el mínim per poder viure de la seva passió.
A principis de la dècada de 1990, va començar a competir i va participar en els campionats espanyols d'escalada en la categoria de dificultat el 1993 i del 1995 al 1999 i als campionats mundials d'escalada en la categoria de velocitat el 1997. A començament dels anys 2000, deixà de banda la competició per dedicar-se únicament a escalar en l'entorn natural. Així, doncs, ha realitzat nombroses rutes de novè grau, incloent Ali Hulk Extension Sit Start (9a+), Delincuente Natural (9a), i Chilam Balam (9a+/b).

## Palmarès internacional
| Campionat del Món | Campionat del Món | Campionat del Món | Campionat del Món |
| Año               | Lugar             | Medalla           | Prueba            |
| ----------------- | ----------------- | ----------------- | ----------------- |
| 1997              | París ( França)   | 1                 | Velocitat         |